# Villers-Robert
Villers-Robert ist eine französische Gemeinde im Département Jura in der Region Bourgogne-Franche-Comté. Sie gehört zum Arrondissement Dole und zum Kanton Tavaux.

## Geografie
Durch Villers-Robert führt die Autoroute A39, genannt „Autoroute verte“, ohne Anschluss. Die Ortschaft wird im Südwesten vom Fluss Orain tangiert. Die angrenzenden Gemeinden sind Rahon und Nevy-lès-Dole im Nordwesten, Souvans im Norden und Osten, Séligney im Südosten, Tassenières im Süden sowie Le Deschaux im Südwesten.

## Geschichte
1824–71 gehörte Séligney zu Villers-Robert.

### Bevölkerungsentwicklung
| Jahr                       | 1962 | 1968 | 1975 | 1982 | 1990 | 1999 | 2008 | 2017 |
| Einwohner                  | 142  | 143  | 113  | 155  | 148  | 157  | 199  | 231  |
| Quellen: Cassini und INSEE |      |      |      |      |      |      |      |      |

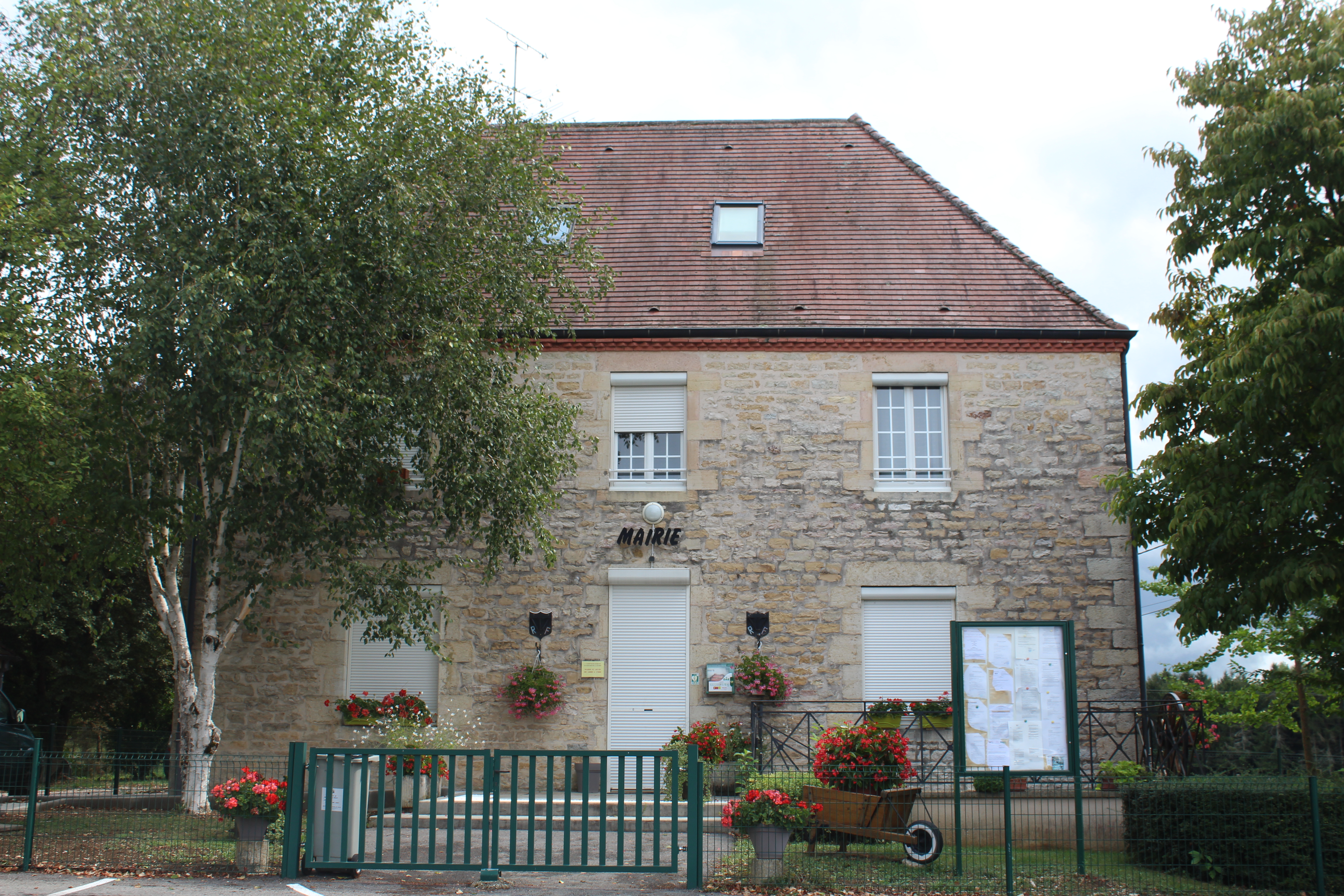
Mairie Villers-Robert
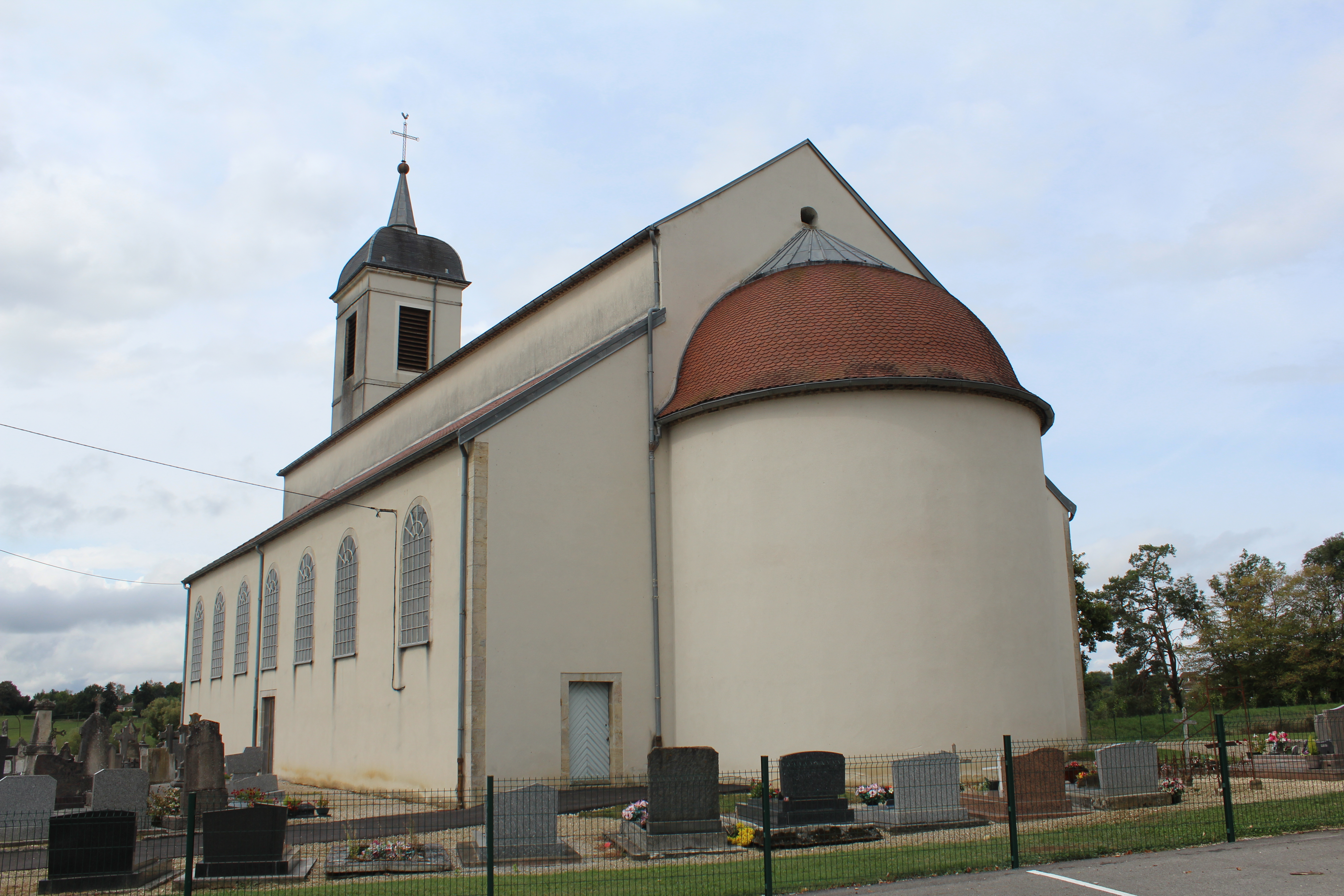
Kirche Mariä Geburt